# بيتي كامبل
بيتي كامبل (بالإنجليزية: Betty Campbell)‏ هي مُدرسة بريطانية، ولدت في 6 نوفمبر 1934، وتوفيت في 13 أكتوبر 2017.